# Цилерталски Алпи
Цилерталските Алпи (на немски Zillertaler Alpen, на италиански Alpi Aurine) са дял на Алпите, част от Централните източни Алпи, на границата между Австрия и Италия (съответно провинции Тирол и Южен Тирол). Наречени са така по долината, около която са групирани - Цилертал. Самата тя носи името си по река Цилер (56 км). Най-високият връх е Хохфайлер (3509 м), който италианците наричат Гран Пиластро.

## Описание
На север се спускат към долината на река Ин (град Инсбрук се намира в северозападния им ъгъл), на юг - към долината на река Риенца. Реките Зил и Изорко образуват западната им граница. Между тях е известният проход Бренер (1370 м), през който минава една от ключовите връзки между Австрия и Италия. Той отделя Цилерталските Алпи от Щубайските. На изток делът опира във Висок Тауерн чрез високия проход Бирнлюке (2665 м), където преминава само коларски път. Освен това делът се свързва с два други дяла на планината - Доломитовите Алпи на юг и Кицбюлските на север.
Цилерталските Алпи представляват хребет, ориентиран от запад на изток, с дължина около 57 км. На север и юг се откланят множество хребети, от които четири са по-дълги. Най-впечатляващ е Тукският хребет в западната част, който сам по себе си има дължина колкото основното било. Повечето върхове се издигат значително над 3000 м, а седловините между тях се спускат до 2800 м. Има останки от последното заледяване - малки долинни ледници, които от австрийската страна са с обща площ 51 кв. км, а от италианската - 14 кв. км (изчисления за 90-те години на ХХ в.).

## Масиви
Тукски Алпи - този хребет понякога се разглежда като отделен алпийски дял. Най-висок връх на хребета е Олперер, след който на север се намира проходът Туксерьох. Според австрийското разделение от него започват същинските Тукски Алпи, но те не достигат 3000 м (най-висок връх Лизумер Рекнер - 2886 м).
Цилерталско централно било (Zillertaler Hauptkamm) - то се дели на осем района в зависимост от най-високите върхове. Дължина - 50 км, тъй като започва от прохода Пфитшерьох.
Група Райхеншпице (Reichenspitzgruppe) на североизток. Носи името си по най-високия връх в тази част и прави връзка с Кицбюлските Алпи.
Група Пфундерер (Pfunderer Berge) на югозапад, между реките Риенца и Изарко. Включва три хребета.

## Най-високи върхове
Най-високите върхове са:
| Връх           | Височина (в м) | Височина (в м) |
| -------------- | -------------- | -------------- |
| Хохфайлер      | 3 510          |                |
| Гросер Мьозлер | 3 486          |                |
| Олперер        | 3 480          |                |
| Хохфернершпице | 3 463          |                |
| Шрамахер       | 3 410          |                |
| Турнеркамп     | 3 422          |                |
| Грасер Льофлер | 3 382          |                |
| Фусщайн        | 3 380          |                |
| Хоер Вайсцинт  | 3 371          |                |
| Шварценщайн    | 3 370          |                |
| Райхеншпице    | 3 305          |                |

## Туризъм
Този дял на Алпите е бил практически неизвестен до средата на ХІХ в., но днес е много популярен - както сред алпинистите, така и сред скиорите. Има няколко високопланински пътеки (които се преминават само от добре подготвени туристи) - например Alta Via di Fundres. Оттук минава и една екстравагантна пътека, свързваща Мюнхен и Венеция. По северните склонове на Хохфайлер до селото Гинцлиг е създаден Високоалпийският природен парк Цилерталски Алпи, в който се изреждат всички планински природни пояси. Едно от най-популярните места в планината е въженият мост над язовира Шлегайс (в района на връх Олперер), който минава на повече от 200 м. над водата и предлага спиръща дъха гледка. Той е част от друга високопланинска пътека - Берлинската.